# École préprofessionnelle
 (août 2022).
Si vous disposez d'ouvrages ou d'articles de référence ou si vous connaissez des sites web de qualité traitant du thème abordé ici, merci de compléter l'article en donnant les références utiles à sa vérifiabilité et en les liant à la section « Notes et références ».
Une école préprofessionnelle est un établissement scolaire du degré secondaire II situé dans le canton du Valais, et qui propose une année de cours aux étudiants tout juste sortis de l'enseignement obligatoire, mais n'ayant pas encore de projet d'études ou professionnel. 
Cette année de cours permet de renforcer les connaissances de base des élèves (en mathématiques, sciences expérimentales, français, allemand, anglais). D'autres branches, différentes de celles dispensées à l'école obligatoire, aident l'étudiant à formuler et préparer un projet professionnel (bureautique, informatique, et "Approche du Monde du Travail").

## Conditions d'admission
La condition d'admission est d'avoir réussi la dernière année de l'école obligatoire. En cas d'échec, l'admission est possible en fonction de certains critères.

## Débouchés
Les élèves formulent eux-mêmes un projet pour la suite de leur formation, le plus souvent un apprentissage sanctionné par un certificat fédéral de capacité. 
En fonction de leurs résultats, ils peuvent choisir de poursuivre dans la voie des études, le plus souvent dans une école de commerce ou une école de culture générale. L'entrée dans d'autres écoles peut aussi être envisagé.

## Écoles proposant cette formation
Cette formations est proposée par les écoles suivantes.
- ECCG-EPP de Sion
- École préprofessionnelle de Saint-Maurice
- ECCG de Sierre